# Sagrada Congregación de Ritos
La Sagrada Congregación de Ritos (en latín Congregatio pro Sacri Ritibus et Caeremoniis) era un dicasterio o departamento de la Curia Romana encargado del gobierno de la Iglesia católica para lo relativo a la liturgia y a las propuestas de casos de santidad para su beatificación o canonización por el sumo pontífice.
Fue establecido en Roma por el Papa Sixto V para examinar las dificultades que se ofrecían para la celebración de las ceremonias y ritos eclesiásticos. Esta congregación discutía, aprobaba o desechaba los nuevos rezos que se querían introducir en la iglesia, los cambios propuestos en los ornamentos y objetos de culto. Entendía y se le sujetaban los procesos relativos a la beatificación y canonización de los nuevos santos.
Mediante la constitución apostólica  de 8 de mayo de 1969 Sacra Rituum Congregatio, Pablo VI reorganizó sus competencias entre la Congregación para el Culto Divino  y la Congregación para las Causas de los Santos.

## Consultores
- Gabriel Théry